# 傑氏南鰍
傑氏南鰍（學名：Schistura jarutanini）為輻鰭魚綱鯉形目條鰍科南鰍屬的其中一種。被IUCN列為易危保育類動物，分布於亞洲泰國西部Mae Nam Kwae Yai流域，本魚體延長，口下位，具觸鬚3對，眼睛退化僅剩1黑點，側線完整，延著側線具有13-14深色斑塊，背部有10-11深色鞍狀斑，尾柄部具一黑斑，尾鰭叉形，體長可達6.7公分。棲息在洞穴河流底層水域，生活習性不明。

## 扩展阅读
維基物種上的相關：傑氏南鰍